# Clara Beranger
Clara Beranger, nata Clara Strouse (Baltimora, 14 gennaio 1886 – Hollywood, 10 settembre 1956), è stata una sceneggiatrice e commediografa statunitense che lavorò per il cinema all'epoca del muto.
Usando inizialmente lo pseudonimo Charles S. Beranger, scrisse da freelance per la Edison, la Vitagraph e la Kalem. Presa prima sotto contratto dalla Fox Corporation, firmò poi i suoi lavori di sceneggiatrice per la Famous Players-Lasky, dove, dal 1921, divenne collaboratrice abituale del regista William C. deMille che, in seguito, sarebbe diventato suo marito.

## Biografia
Nata nel Maryland, a Baltimora, era figlia di Fannie Kahn e Benjamin Strouse, un tedesco emigrato insieme ai suoi fratelli negli Stati Uniti dove, in Indiana, aveva aperto un negozio. Dopo essersi laureata nel 1907 al Baltimore Women's College (conosciuto poi come Goucher College), Clara si trasferì a New York per dedicarsi alla scrittura. Cominciò a scrivere per diversi giornali e riviste popolari, dedicandosi anche al teatro. Dopo essersi sposata con Albert Berwanger (dal loro matrimonio nacque nel 1909 una figlia, Frances), cambiò il proprio nome, firmando i suoi pezzi come Beranger.
Usando lo pseudonimo Charles S. Beranger, scrisse delle sceneggiature come freelance per diverse case di produzione, Edison, Vitagraph e Kalem, sia lavori originali che continuity. Il suo lavoro fu notato dalla Fox Corporation che la prese a far parte del proprio staff di sceneggiatori. Insieme a Forrest Halsey, scrisse His Chinese Wife, una commedia in tre atti che andò in scena a Broadway nel maggio 1920.
Nel 1921, Clara - prendendo con sé Frances, all'epoca dodicenne - partì per Hollywood dove firmò un contratto a lunga scadenza con la Famous Players-Lasky Corporation di Cecil B. DeMille, compagnia per cui avrebbe poi scritto oltre una ventina di sceneggiature, per film che avevano come interpreti alcuni dei nomi più famosi del momento, come Marguerite Clark, Billie Burke, Mary Miles Minter, Alice Brady, Violet Heming, Dorothy Dalton, Thomas Meighan, Bebe Daniels e John Barrymore.
A Hollywood, sul set di Miss Lulu Bett, conobbe William C. deMille, il fratello del celebre Cecil. Anche lui regista, anche se di minor peso, William era sposato con Anna Angela George, ma aveva anche delle relazioni extraconiugali, tra le quali quella con la sceneggiatrice Lorna Moon la quale gli diede pure un figlio, Richard. De Mille, però, si innamorò di Clara Beranger tanto che, nel 1926, decise di chiedere il divorzio alla moglie. Lei, dapprima, glielo rifiutò categoricamente ma poi finì per concederglielo e, nel 1928, William e Clara, anche lei libera, si sposarono. Lui aveva 50 anni, lei 42. La cerimonia si svolse il 14 agosto nel salone di The Chief un treno transcontinentale in sosta ad Albuquerque, nel Nuovo Messico. Dopo il matrimonio, Clara, che fino a quel momento aveva collaborato continuativamente con William alle sceneggiature dei suoi film, continuò a lavorare per lui. Nel 1929, la Grande depressione colpì anche de Mille che, nella crisi, perse tutto. Gli unici mezzi di sostentamento erano ormai i proventi dei lavori di Clara finché lei non ricorse a Cecil chiedendogli di far lavorare il fratello, anche lui come sceneggiatore.
Nel 1934, Clara Beranger lasciò il mondo del cinema, continuando però a scrivere articoli per riviste come Liberty e Good Housekeeping. Scrisse anche dei libri.

## Filmografia

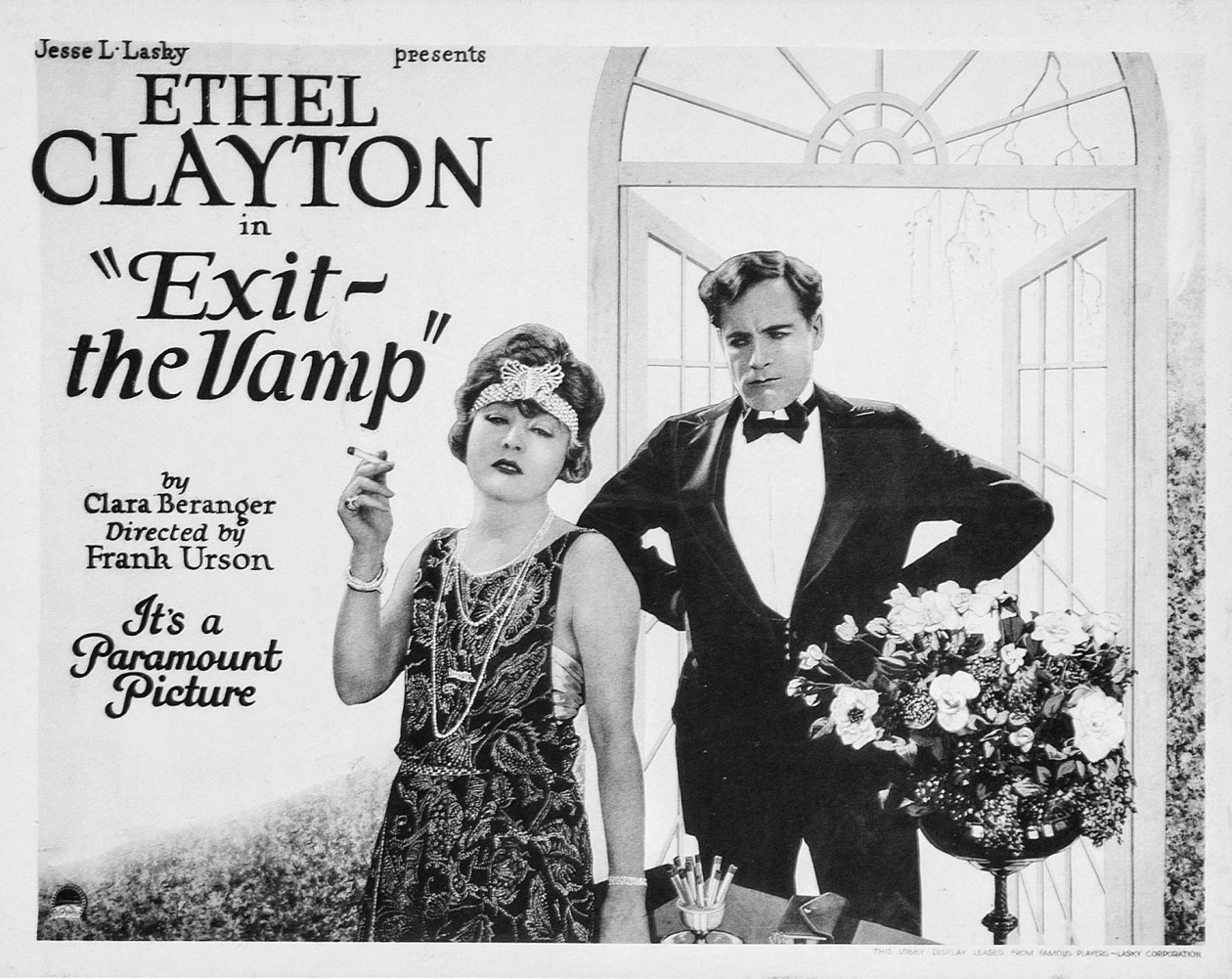
Locandina con il nome di Clara Beranger: Exit the Vamp (1921)

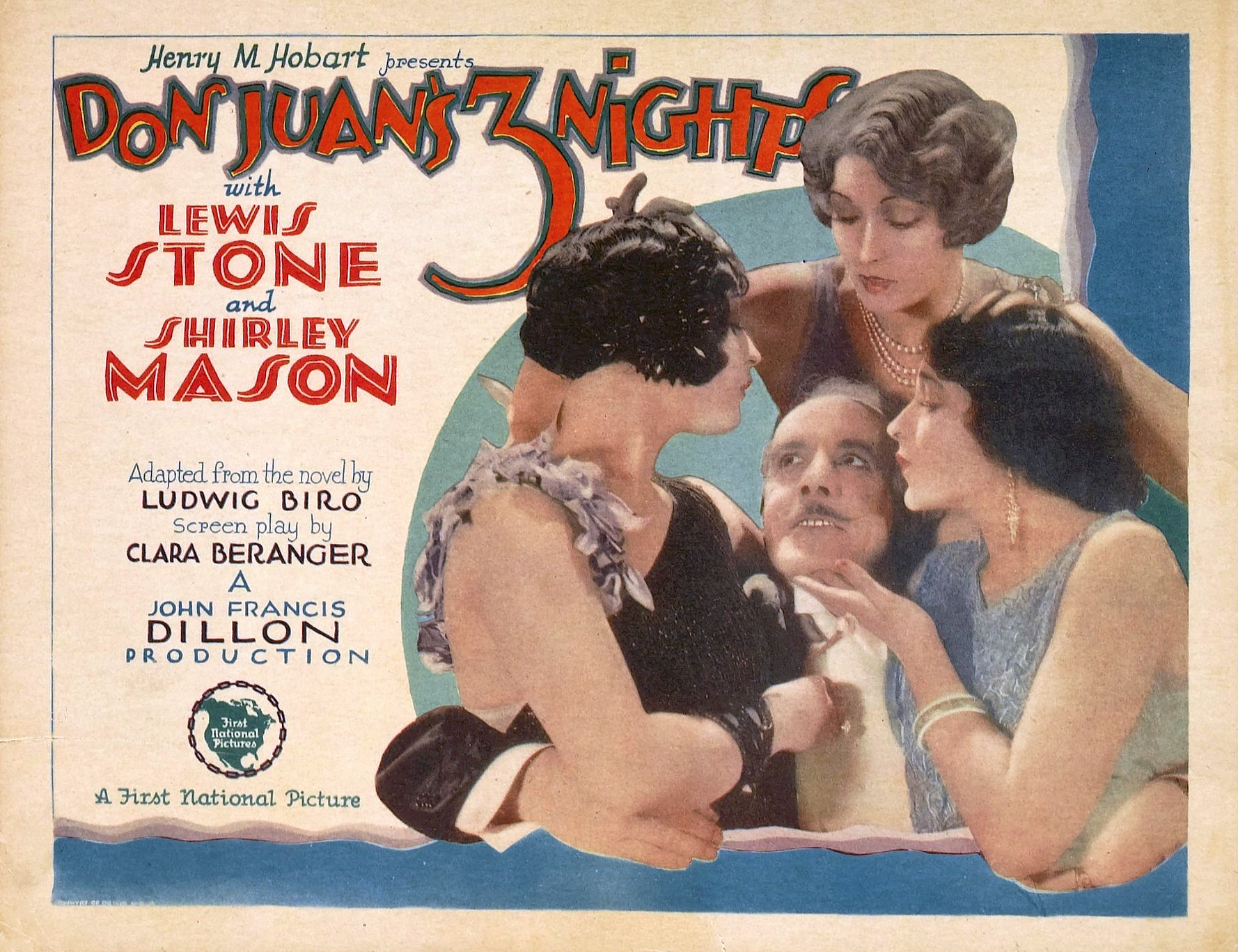
Locandina con il nome di Clara Beranger: Don Juan's 3 Nights (1926)

- Memories of His Youth, regia di Barry O'Neil (1914)
- The Master Mind, regia di Oscar Apfel e, non accreditato, Cecil B. DeMille (1914)
- Cameo Kirby, regia di (non accreditato) Oscar Apfel (1914)
- From the Valley of the Missing, regia di Frank Powell (1915)
- Anna Karenina, regia di J. Gordon Edwards (1915)
- Princess Romanoff, regia di Frank Powell (1915)
- The Galley Slave, regia di J. Gordon Edwards (1915)
- Her Mother's Secret, regia di Frederick A. Thomson (1915)
- The Slave Market, regia di Hugh Ford (1917)
- The Greater Woman, regia di Frank Powell (1917)
- Motherhood, regia di Frank Powell (1917)
- The Debt, regia di Frank Powell (1917)
- The Mirror, regia di Frank Powell (1917)
- Mary Moreland, regia di Frank Powell (1917)
- The Dormant Power, regia di Travers Vale (1917)
- The Way Out, regia di George Kelson (1918)
- Dolly Does Her Bit, regia di William Bertram (1918)
- The Interloper, regia di Oscar Apfel (1918)
- The Voice of Destiny, regia di William Bertram (1918)
- The Golden Wall, regia di Dell Henderson (!918)
- Milady o' the Beanstalk, regia di William Bertram (1918)
- The Beloved Blackmailer, regia di Dell Henderson (1918)
- Winning Grandma, regia di William Bertram (1918)
- By Hook or Crook, regia di Dell Henderson (1918)
- Appearance of Evil, regia di Lawrence C. Windom (1918)
- The Grouch, regia di Oscar Apfel (1918)
- Nido d'amore (The Love Nest), regia di Tefft Johnson (1918)
- The Bluffer, regia di Travers Vale (!919)
- Heart of Gold, regia di Travers Vale (1919)
- The Unveiling Hand, regia di Frank Hall Crane (1919)
- The Hand Invisible, regia di Harry O. Hoyt (1919)
- Hit or Miss, regia di Dell Henderson (1919)
- The Little Intruder, regia di Oscar Apfel (1919)
- Come Out of the Kitchen, regia di John S. Robertson (1919)
- Phil-for-Short, regia di Oscar Apfel (1919)
- Girls, regia di Walter Edwards (1919)
- The Firing Line, regia di Charles Maigne (1919)
- Dust of Desire, regia di Perry N. Vekroff (1919)
- Bringing Up Betty, regia di Oscar Apfel (1919)
- The Praise Agent, regia di Frank Hall Crane (1919)
- Sadie Love, regia di John S. Robertson (1919)
- Wanted: A Husband, regia di Lawrence C. Windom (1919)
- The Fear Market, regia di Kenneth S. Webb (1920)
- Flames of the Flesh, regia di Edward LeSaint (1920)
- Judy of Rogue's Harbor, regia di William Desmond Taylor (1920)
- Dr. Jekyll e Mr. Hyde, regia di John S. Robertson (1920)
- The Cost, regia di Harley Knoles (1920)
- Civilian Clothes, regia di Hugh Ford (1920)
- Half an Hour, regi di Harley Knoles (1920)
- Blackbirds, regia di John Francis Dillon (1920)
- White Youth, regia di Norman Dawn (1920)
- Quella che vi ama (The Gilded Lily), regia di Robert Z. Leonard (1921)
- Sheltered Daughters, regia di Edward Dillon (1921)
- A Heart to Let, regia di Edward Dillon (1921)
- Exit the Vamp, regia di Frank Urson (1921)
- The Wonderful Thing, regia di Herbert Brenon (1921)
- Miss Lulu Bett, regia di William C. deMille (1921)
- Her Husband's Trademark, regia di Sam Wood (1922)
- Bought and Paid For, regia di William C. deMille (1922)
- Nice People, regia di William C. deMille (1922)
- Clarence, regia di William C. deMille (1922)
- Gli applausi del mondo (The World's Applause), regia di William C. deMille (1923)
- Spalle al muro (Grumpy), regia di William C. deMille (1923)
- Only 38, regia di William C. deMille (1923)
- The Marriage Maker, regia di William C. deMille (1923)
- Don't Call It Love, regia di William C. deMille (1923)
- Icebound, regia di William C. deMille (1924)
- The Bedroom Window, regia di William C. deMille (1924)
- L'eterno femminino (The Fast Set), regia di William C. deMille (1924)
- Locked Doors, regia di William C. deMille (1925)
- Men and Women, regia di William C. deMille (1925)
- Il marito di mia moglie (Lost: A Wife), regia di William C. deMille (1925)
- New Brooms, regia di William C. deMille (1925)
- Don Juan's 3 Nights, regia di John Francis Dillon (1926)
- Nobody's Widow, regia di Donald Crisp (1927)
- The Little Adventuress, regia di William C. deMille (1927)
- The Forbidden Woman, regia di Paul L. Stein (1927)
- Almost Human, regia di Frank Urson (1927)
- Craig's Wife, regia di William C. deMille (1928)
- The Idle Rich, regia di William C. deMille (1929)
- This Mad World, regia di William C. deMille (1930)
- His Double Life, regia di Arthur Hopkins (1933)
- Social Register, regia di Marshall Neilan (1934)